# Anton Weiss-Bollandt
Anton Weiss-Bollandt (* 17. Juni 1909 in München; † 14. Mai 1985 in Diez) war ein Jurist und SS-Obersturmbannführer beim SD und der Gestapo.

## Leben
Der Sohn eines städtischen Verwaltungsbeamten in München bestand dort 1928 das Abitur. Er trat zum 1. Juni 1930 in die NSDAP (Mitgliedsnummer 247.643) und zugleich in die SS (SS-Nummer 2641) bei. Das Studium der Rechtswissenschaft an der Münchner Universität beendete er 1931 mit der ersten juristischen Staatsprüfung, der 1935 die zweite folgte. Seit 1928 war er Mitglied der Studentenverbindung Apollo München, der späteren Burschenschaft Apollo München. Seine erste Anstellung erhielt er als Assessor beim Geheimen Staatspolizeiamt in Berlin 1936. 1938 war er Regierungsrat und SS-Sturmbannführer und übernahm den Posten eines stellvertretenden Leiters der Staatspolizeistelle in Frankfurt/Main.
Von Frankfurt wurde Weiss-Bollandt zum 1. April 1941 nach Osnabrück versetzt. Er übernahm hier die Leitung der Osnabrücker Gestapo, die er bis zu seiner neuerlichen Versetzung im Januar 1942 innehatte: Mit Wirkung vom 5. Januar 1942 wurde er am 29. Dezember 1941 zum Stab des höheren SS- und Polizeiführers für das Reichskommissariat Ukraine versetzt. Danach kehrte er nach Berlin ins Reichssicherheitshauptamt zurück, wo er Referatsleiter beim Leitenden Untersuchungsführer des Chefs der Sicherheitspolizei und des SD wurde. Er befasste sich in seiner neuen Berliner Dienststelle mit Disziplinarsachen von Kripo-, SD- und Gestapo-Angehörigen und wurde im Zuge dieser Tätigkeit mehrfach dem Führer der SS-Einsatzgruppe „C“ in Kiew beigegeben. Nach dem Krieg wurde er 1948 aus einem Regensburger Internierungslager entlassen. Bei seiner Entnazifizierung wurde er als „Mitläufer“ eingestuft. Nach dem Kriege nahmen er zusammen mit seinem Stellvertreter und Nachfolger als Leiter der Gestapo Osnabrück, Ernst Bach, ihren Wohnsitz in Düsseldorf. Später verzog Weiss-Bollandt, der als Filmjurist und Kaufmann tätig war, nach Diez, wo er verstarb.
Leiter der Gestapo Osnabrück
Zur Zeit von Weiss-Bollandt hatte die Osnabrücker Gestapo ihren Dienstsitz im Osnabrücker Schloss (Gestapokeller). Der Amtsbereich der Dienststelle erstreckte sich 1940/1941 über die Stadt Osnabrück und den gesamten ehemaligen Regierungsbezirk Osnabrück; in Meppen, Nordhorn und Bentheim befanden sich nachgeordnete Gestapo-Dienststellen. Weiss-Bollandt besaß die Befugnis, innerhalb eines vom Reichssicherheitshauptamt erarbeiteten Deportationsplanes die Auswahl der zur Vernichtung vorgesehenen Juden in seinem Amtsbereich selbständig zu bestimmen. Da die Akten für den Gestapobereich Osnabrück bei Kriegsende vernichtet wurden, sind keine Deportationslisten erhalten. Es ließ sich aber feststellen, dass Juden aus 11 Orten des Regierungsbezirks mit Omnibussen zum Sammellager – einer Turnhalle der Pottgrabenschule – geschafft wurden und am 13. Dezember 1941 in einen aus Münster kommenden Personenzug steigen mussten. Diese Deportation von mindestens 203 jüdischen Bürgerinnen aus dem Regierungsbezirk Osnabrück erfolgte unter Federführung von Weiß-Bollandt. Der Zug nahm weitere Personen in Bielefeld und Paderborn auf und umfasste schließlich 1031 Personen. Ziel war das Ghetto in Riga. Nach einigen Wochen wurde eine größere Anzahl von Juden in die Konzentrationslager Salaspils und Riga-Kaiserwald gebracht. Aus dem  Transport vom 13. Dezember 1941 sind 102 Überlebende bekannt. Das 1967 um Aufklärung „bemühte“ Landeskriminalpolizeiamt Niedersachsen in Hannover sah keinen ausreichenden Beweis für eine Anklageerhebung.